# Motiu d'alarma
 Motiu d'alarma  (títol original: Cause for Alarm!) és una pel·lícula estatunidenca de Tay Garnett estrenada el 1951 i doblada al català.

## Argument
George Jones està físicament i psíquicament invàlid. També creu erròniament que la seva esposa Ellen i el seu doctor estan embolicats, per la qual cosa planeja assassinar-los.

## Repartiment
- Loretta Young: Ellen Jones(Brown) / Narratrice
- Barry Sullivan: George Z. Jones
- Bruce Cowling: Tinent Ranney Grahame
- Margalo Gillmore: Tia Clara Edwards
- Brad Morrow: Hoppy
- Irving Bacon: Joe Carston, empleat de Correus
- Georgia Backus: La Sra. Warren, la veïna
- Don Haggerty: Mr. Russell, notari
- Art Baker: Superintendent de Correus
- Richard Anderson: Mariner